# 季漢輔臣贊
《季漢輔臣贊》，是由三國蜀漢官員楊戲於延熙四年（公元241年）所撰的一篇贊辭。這篇贊辭屬於論贊體，主要的寫作目的在於表達作者個人的思想感情與懲惡揚善的態度。

## 內容
楊戲透過《季漢輔臣贊》表達了他對蜀漢歷年君臣的讚美，並依其印象予以個人評價。但其中的評價主觀性甚強，反映了楊戲的個人喜惡。諸葛亮和馮習兩段評價就為一例。
|  | 忠武英高，獻策江濱，攀吳連蜀，權我世真。 |

|  | 休元輕寇，損時致害。文進奮身，同此顛沛。患生一人，至於弘大。 |

意思是諸葛亮忠義勇猛。而馮習在夷陵之戰中只被劉備任命為領軍將領，楊戲卻將戰爭罪責歸咎於馮習身上。

## 史學發展
蜀漢由於出現沒有史官記載歷史發展的局面，所以令史學家陳壽在編纂《三國志‧蜀書》時找不到足夠的史料。於是，陳壽唯有引用楊戲的《季漢輔臣贊》去完成編撰工作。